# ミケナ・ルクセテルナ
ミケナ・ルクセテルナ（Mycena luxaeterna）は、クヌギタケ属 (Mycena) に分類される発光性のキノコの一種である。
学名はモーツァルト作曲のミサ曲「レクイエム」の終章「Lux aeterna」に由来する。

## 形態
かさは幼時はまんじゅう形、のちにやや平らに開き、中央部に低い盛り上がりを備え、径4-8（-17）mm程度、放射状の浅い条溝を有し、初めは暗灰褐色を呈するが次第に帯灰黄色ないし淡灰褐色となり、周縁部では灰白色、粘液におおわれる。肉はきわめて薄くて脆く、僅かにダイコンのような味とにおいとを有する。ひだは初めは柄に直生ないし僅かに垂生するが、成熟すれば長く垂生するにいたり、比較的疎（一個のかさ当り13-18枚程度）で淡灰白色を示すが、乾燥標本では縁がオレンジ色を呈する。柄は長さ15-30（-45）mm、径1-1.5（-2）mm程度、中心生かつほとんど上下同大でしばしばねじれており、白色・半透明で軟骨質、基部は白い菌糸におおわれ、表面は無色透明な厚いゼラチン層におおわれ、中空である。
胞子は楕円形ないし杏仁形をなし、無色で平滑・薄壁、ヨウ素溶液に強く反応して暗青灰色となる性質（アミロイド性）がある。担子器は通常は四個の胞子を着け（ときに二個の胞子を生じるものもある）、基部にはかすがい連結を有する。ひだの縁は不稔で担子器を形成せず、多数の縁シスチジアのみで構成されており、個々の縁シスチジアは円筒形ないし細い紡錘形で無色・薄壁、先端は丸みを帯び、鮮オレンジ黄色で不定形の沈着物をこうむる。側シスチジアはない。ひだの実質部（Trama）はゼラチン化せず、互いに平行に走る菌糸（無色・薄壁で径2.5-12μm）で構成されており、子実下層（subhymenium）にもゼラチン化は認められない。かさの表皮は厚いゼラチン層の中に菌糸が埋没した粘毛状被の構造を示し、やや平行に立ち上がりあるいはいくぶん絡み合った菌糸で構成され、個々の菌糸は無色で薄い壁を有し、ヨウ素溶液でほとんど着色しない（非アミロイド性）、その末端細胞は多数の短い側枝を生じて魚の骨状を呈する。柄の表皮の構造も、かさの表皮にほぼ準じている。菌糸には、ひんぱんにかすがい連結を備える。

## 生態
双子葉植物の朽ちた小枝や枯れ葉上に群生する。発生時期は現地における夏季で、ホロタイプ標本は3月19日、パラタイプ標本は2月23日に採集されたものが指定されている。

## 分布
ブラジル(サンパウロ州)の熱帯雨林から見出された種類であるが、2012年1月15日現在、他の産地は知られていない。

## 類似種
同じくクヌギタケ属に置かれるキナメアシタケ（Mycena epipterigea (Scop.: Fr.) S. F. Gray）は、かさの表皮構造においてはよく似ているが、かさや柄は淡黄色を呈し、発光性を欠く。またヌナワタケ（Roridomyces roridus (Scop.) Rexel）は白っぽいかさと柄とを備え、なおかつかさも柄も無色の厚いゼラチン層をかぶる点で外見的に酷似しているが、かさの表皮は匍匐した菌糸で構成されており、やはり発光性を持たない点で容易に区別される。